# After the Burial
After the Burial是一個來自美國明尼阿波利斯之金屬樂團。現今隸屬於唱片公司Sumerian底下，總共發行兩張專輯。自2004年來，分別經歷兩次鼓手與主唱的更替，現今成員為Justin Lowe、Trent Hafdahl、Lerichard Foral、Anthony Notarmaso、Dan Carle。

## 樂團歷史
After the Burial成立於2004年。與前鼓手Greg Erickson、前主唱Nick Wellner錄製首張專輯《Forging a Future Self》。接著與Sumerian唱片公司簽約。
之後的兩年間，歷經兩個主唱、兩個鼓手的更換。在2008年發行《Rareform》前夕，Erickson和Wellner退出樂團，由Grant Luoma取代，隔年Luoma也離開樂團，團員陣容的問題一直困擾After the Burial。
一直到2009年，Anthony Notarmaso的加入，樂團才正式步入軌道，唱片公司更以新主唱的聲音，來重製《Rareform》。2010年《In Dreams》終於發行了， 接著他們拍攝MV《Your Troubles Will Cease And Fortune Will Smile Upon You》。

## 樂器配備
他們在第一張發行的作品《Forging a Future Self》 (2007)中，吉他手Trent Hafdahl和節奏吉他手Justin Lowe使用七弦琴。Hafdahl使用Ibanez RG7620、和七弦的Warlock。而Lowe使用的則是Ibanez 7-string Steve Vai他們同樣喜歡低音，開始在2008年使用八弦的Ibanez RG2228吉他，寫出並錄製專輯《Rareform》.
兩位一直使用Ibanez RG2228為他們的主要吉他，但在2009年，Hafdahl將他的吉他漆成粉紅色，Lowe則漆上綠色。使用它們來演奏新作品《In Dreams》。
這兩把粉紅色與綠色的Ibanez RG2228被視為他們在現場表演裡的一大特色。

## 樂團成員
現今成員
- Lerichard "Lee" Foral - 貝斯手 (2004–)
- Trent Hafdahl - 吉他手, 和聲 (2004–)
- Dan Carle - 鼓手 (2008–)
- Anthony Notarmaso - 主唱 (2009–)

前任成員
- Nick Wellner - 主唱 (2004–2007)
- Grant Luoma - 主唱 (2007–2009)
- Greg Erickson - 鼓手 (2004–2007)
- Eric Robles - 鼓手 (2007–2008)
- Justin Lowe - 節奏吉他 (2004–2015)

## 作品
| 發行日期 | 專輯標題              | 出版      |
| 2007     | Forging a Future Self | Corrosive |
| 2008     | Rareform              | Sumerian  |
| 2010     | In Dreams             | Sumerian  |
| 2013     | Wolves Within         | Sumerian  |

## MV
- "Your Troubles Will Cease and Fortune Will Smile Upon You" (2011，來自專輯In Dreams)
- "Pendulum" (2011，來自專輯In Dreams)

## 站外連結
- After the Burial的Facebook專頁